# Бразополис
Бразополис (порт. Brasópolis) — муниципалитет в Бразилии, входит в штат Минас-Жерайс. Составная часть мезорегиона Юг и юго-запад штата Минас-Жерайс. Входит в экономико-статистический микрорегион Итажуба. Население составляет 16 240 человек на 2006 год. Занимает площадь 361,160 км². Плотность населения — 45,0 чел./км².

## История
Город основан 16 сентября 1901 года. 

## Статистика
- Валовой внутренний продукт на 2003 год составляет 71 506 965,00 реалов (данные: Бразильский институт географии и статистики).
- Валовой внутренний продукт на душу населения на 2003 год составляет 4540,99 реалов (данные: Бразильский институт географии и статистики).
- Индекс развития человеческого потенциала на 2000 год составляет 0,735 (данные: Программа развития ООН).

## География
Климат местности: субтропический.